# Thipsamay Chanthaphone
Thipsamay Chanthaphone (sinh ngày 24 tháng 7 năm 1961) là một vận động viên điền kinh người Lào. Ông từng tham gia nội dung đi bộ 20 km nam tại Thế vận hội Mùa hè năm 1980.